# Gorka Urtaran Agirre
Gorka Urtaran Agirre (Vitòria, 21 de desembre de 1973) és un polític basc, membre del Partit Nacionalista Basc. Des del 13 de juny de 2015 és alcalde de Vitòria.
Gorka Urtaran va cursar els seus estudis en el col·legi San Viator de la capital alabesa i es va llicenciar en sociologia l'any 1998 per la UPV. S'afilià al Partit Nacionalista Basc (PNB) el 1994 i va ser escollit regidor de Vitòria l'any 2011, on és el portaveu del PNB.
En les eleccions de 2015, va ser el candidat de la seva formació a l'alcaldia de Vitòria. Va obtenir el tercer lloc, per darrere del Partit Popular i EH Bildu. D'antuvi va aconseguir el suport d'EH Bildu i el PSE-EE per ser escollit alcalde. Finalment, i davant la marxa enrere realitzada pel PSE-EE que es va negar a donar suport a la seva investidura, va ser escollit regidor de la ciutat amb el suport de PNB, EH Bildu, Irabazi (coalició d'Equo i Ezker Anitza) i Sumant-Hemen Gaude (candidatura recolzada per Podem).